# Mimenicodes flavolineatus
Mimenicodes flavolineatus är en skalbaggsart som beskrevs av Stefan von Breuning 1978. Mimenicodes flavolineatus ingår i släktet Mimenicodes och familjen långhorningar. Inga underarter finns listade i Catalogue of Life.